# Fulica leucoptera
Fulica leucoptera là một loài chim trong họ Rallidae.

## Hình ảnh

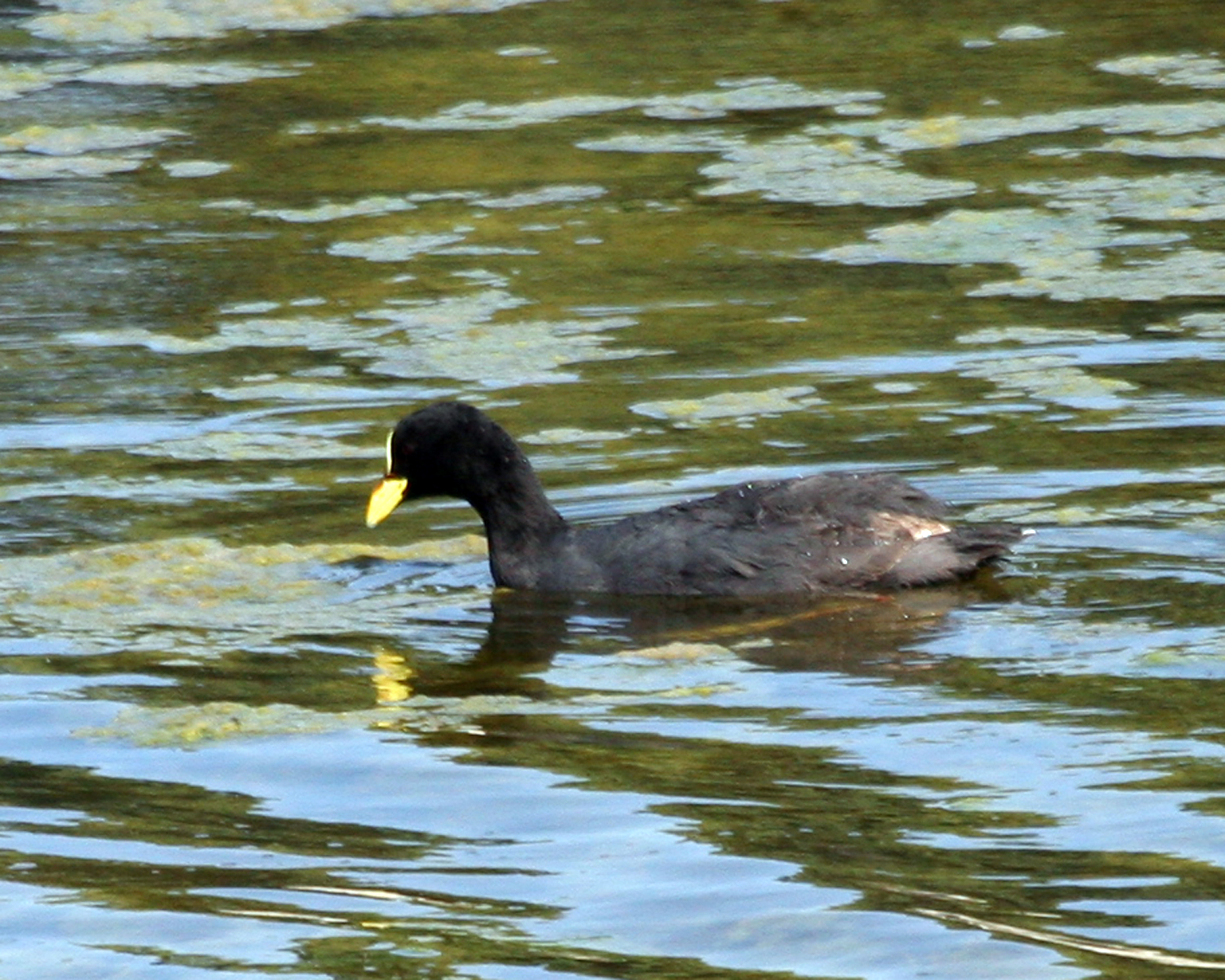
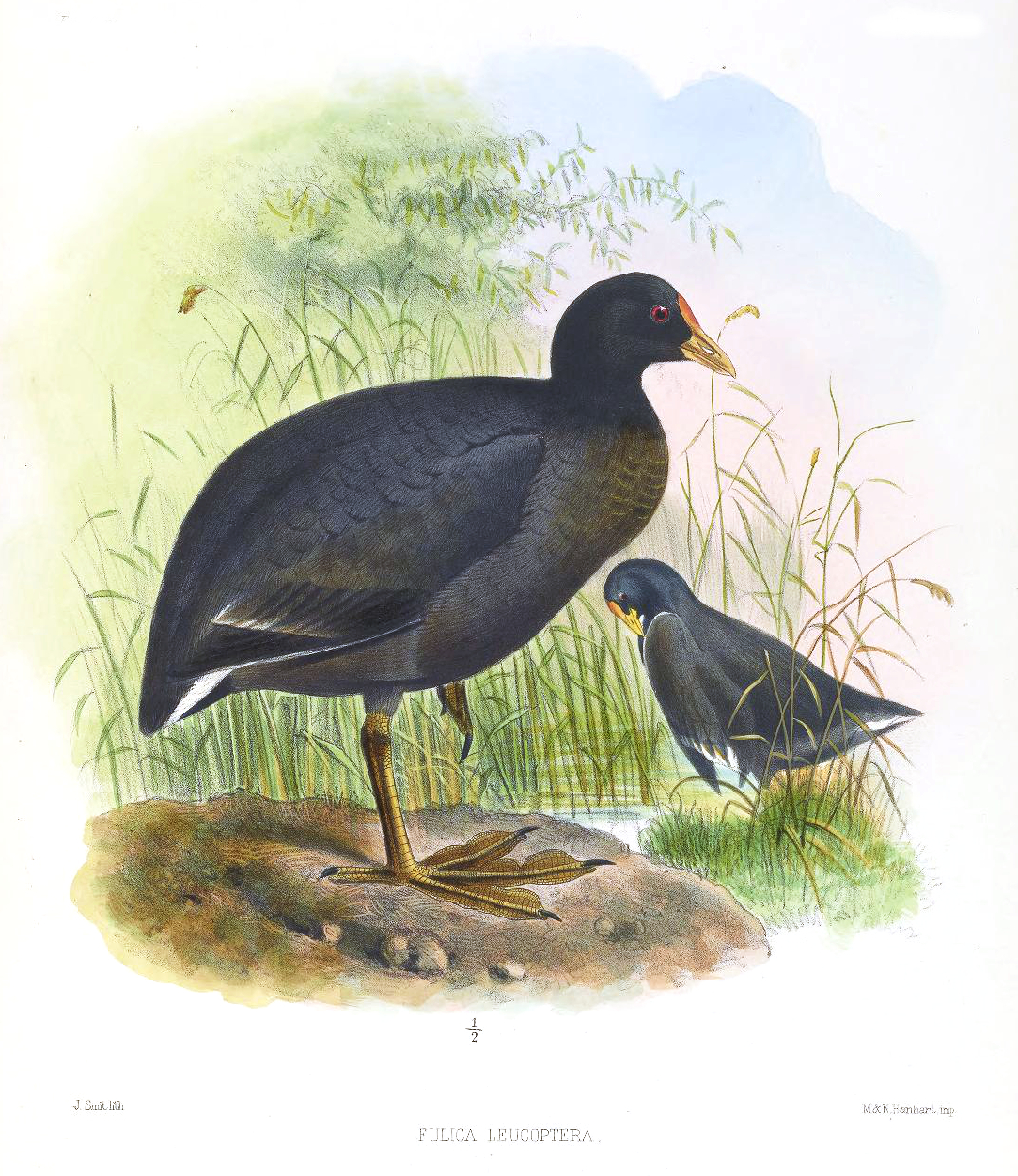